# 满城之战
满城之战指的是北宋太平兴国四年（979年），宋遼在河北满城發生的一场战役，结果以宋军重创辽军，击退敌方进攻告终。

## 戰前情勢
北宋太平兴国四年（979年），五月，宋太宗趙光義御駕親征，兵臨晉陽滅北漢，終結了長達七十五年五代十國分裂割據的局面；六月，宋太宗趁勝兵圍幽州，準備一舉擊敗契丹遼國收復幽雲十六州；豈料，七月，宋軍卻在高梁河之战中大敗；九月，遼軍發兵十萬趁勝追擊，宋軍以八萬兵力準備禦敵於關南、定州、鎮州三地之間。

## 地理分析
自石敬瑭割让幽云十六州给契丹后，中原政权失去燕山屏障，宋朝基于华北平原前线阵地难以防守，开始在地形低洼不适合骑兵作战的白沟河迤东至沧州构筑东路防线。西路防线有雁门关之险，并有太行、吕梁山脉屏蔽，比较安全。但中路防线易州、满城、遂城、威虏军一线地势较为平坦，没有天然屏障保护，十分危险。从979年到1004年的二十五年中，辽军十次南侵中有八次是对这条中路防线发起的，后来的澶渊之盟中辽军骑兵主力高速绕过宋军步兵集团军主力的防守，直插汴梁就是在这条防线上发生的。

## 过程

### 宋軍防禦部署
宋太宗也料想到高梁河之战之后，辽军会发起反攻。於是以宋遼邊境最前沿，即河北北部地區的關南、定州、鎮州三地為中心，依託有利地形和邊關據點，形成由西向東的連鎖防禦體系，既在遼軍可能南下的路徑上，保持足夠兵力戒備，一旦發生戰事，三地更可互相策應支援；早在七月十三日就命殿前都虞侯端州團練使崔翰及定武軍节度使孟玄喆等留屯定州，彰德軍节度使李汉琼為镇州兵马钤辖，云州观察使、镇州驻泊都钤辖刘廷翰屯镇州，河阳三城节度使崔彦进、西上阁门副使薛继兴、阁门祗候李守斌屯关南，让他们见机行事，并对他们说：“契丹必来寇边，当会兵设伏夹击之，可大捷也。”当得知辽军南下之时，刘廷翰在九月三十日迅速带兵北上两百里，抢先在徐河滩头列阵布防并抢占徐河上的桥梁；李汉琼和崔翰所部也随后赶到战场；与此同时，崔彦进军沿着长城口，偷偷地跟在辽军的侧后，对辽军形成夹击之势。

### 辽军出兵南下
979年五月，宋军在高梁河之战被辽军击败之后，辽景宗于九月三日下诏发动南侵，命燕王韩匡嗣为南面行軍都统，统帅主力大军，耶律沙为监军，耶律休哥為副帥、耶律轸、耶律抹只各率兵应征，兵锋直指满城。另派一支部队由耶律善补向河东路进攻，牵制宋军。辽军主力十萬自幽州出发，沿着宋朝河北西路南下，经过易州，杀向满城和遂城。意图是攻下满城后再夺取北宋河北军事重镇镇州。

### 兩軍接觸對峙
遼軍於九月三十日抵達滿城，在此集結兵力，準備南下進攻鎮州，此時鎮州、定州、關南三地守軍，並未採取消極防禦策略，得知契丹出兵消息，紛紛主動北上迎敵，待遼軍抵達滿城之際，鎮州之劉廷翰部已率先前出至徐河南岸，與契丹遙相對陣；駐紮關南之崔彥進部，則潛行至滿城西北處，伺機從敵軍後方出擊，並阻斷其歸路；李漢瓊、崔翰等亦率所部，由鎮、定兩州發兵，相繼抵達滿城附近，向劉廷翰部靠攏，三部會合之後，宋軍兵力已達八萬左右。兩軍對峙，大戰一觸即發。

### 宋军变阵
十月十八日，辽军向宋军发动进攻，试图抢占桥梁，双方经过激战后，宋军控制桥梁，刘廷翰手下指挥使丁罕战后也因战功被升为都虞侯。桥梁争夺战结束后，李汉琼和崔翰带领宋军主力渡过徐河，准备决战。
战前宋右龙武将军赵延进登高观察对方，发现对方声势十分浩大，“东西互野，不见其尾”。而这时崔翰正想按着太宗颁下的阵图(平戎萬全陣圖)布阵，但是此阵相距各百步，士兵感到很疑惑和恐惧，士气低落。赵延进发现后对翰等说：“主上委吾等边事，盖期于克敌耳。今敌骑若此，而我师星布，其势悬绝，彼若乘我，将何以济！不如合而击之，可以决胜。违令而获利，不犹愈于辱国乎？”翰回答说：“万一不捷，则若之何？”赵延进说：“倘有丧败，延进独当其责。”翰等人还因为擅改宋太宗的诏命感到十分忧虑，不敢答应。此时，六宅使、鎮州兵馬都監李继隆说：“兵贵适变，安可预定！违诏之罪，继隆请独当之。”崔翰等人终于下定决心变阵，将阵型改为二阵，前后相辅。宋军在变阵时，宋军有人向辽军主帅韩匡嗣诈降以拖延时间，韩不听耶律休哥劝阻信以为真。

### 徐河突袭
在辽军主帅等待相约之人投降之时，突然宋军擂鼓发动进攻，呐喊声震天动地，一时尘起涨天，辽军阵型被宋军冲散。匡嗣慌忙不知所措，只能下令诸将撤退。辽军在敗退之中，遇上埋伏的宋军崔彦进部的截击，宋军追击至遂城，斩首万馀级，获马千馀匹，生擒其将三人，俘老幼三万户及兵器军帐甚众。辽將韓匡嗣弃旗鼓，带着军队往易州方向逃遁。同时，辽军另一路进攻河东路也被宋军击退。

## 赏罚
战后，辽主怒匡嗣，数以五罪曰：“违众深入，一也；行伍不整，二也；弃师鼠窜，三也；侦候失机，四也；捐弃旗鼓，五也。”即令诛之。皇后力救，得免。以休哥总南面戍兵。

## 评价
香港中文大学副教授曾瑞龙认为这一战宋军主力正面迎战，一部分兵力迂回敌方背后发动夹击是对弹性防御战略成功运用，也就是集中兵力打击对方薄弱之处。后来的雁门之战、羊山之战也是这种战略的运用。
也有看法认为这一战宋军对满城和徐河地形的运用是制胜重要一环。同时满城之战和雁门之战遏制了辽军在高梁河之战后的报复性进攻。